# Harpsden
Harpsden – wieś i parafia cywilna w Anglii, w regionie South East England, w hrabstwie Oxfordshire, w dystrykcie South Oxfordshire. Leży zaraz na południe od Henley-on-Thames.

## Historia

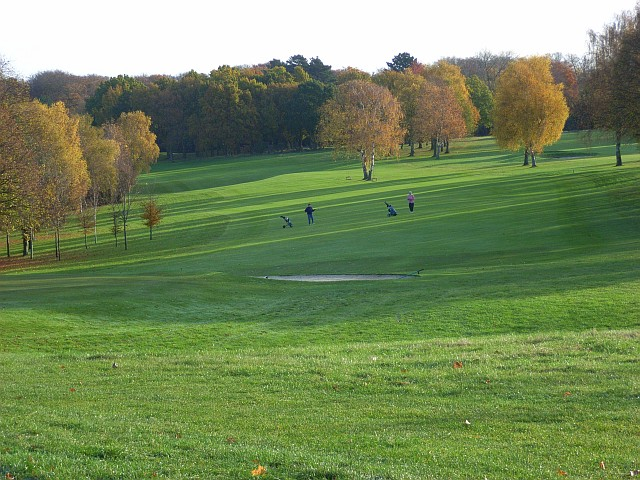
Henley Golf Club w Harpsden

Około 800 metrów na południowy zachód od wsi znaleziono pozostałości po rzymskiej willi.
W XI wieku podczas panowania króla Edwarda Wyznawcy, dwór w Harpsden należał do Wigoda, tana Wallingford. Po inwazji Normanów na Anglię wieś stała się częścią Honour of Wallingford.
Anglikański kościół parafialny pw. św. Małgorzaty został pierwotnie zbudowany w późnym stylu normandzkim, o czym świadczy piscina, chrzcielnica oraz zamurowane drzwi, które przetrwały do dzisiejszych czasów. Okna w nawie i prezbiterium, podobnie jak kamienny wizerunek rycerza, pochodzą z XIV wieku. W latach 1848–1854 neogotycki architekt Benjamin Ferrey przedłużył nawę i dodał północny korytarz i wieżę. W 1879 roku architekt Henry Woodyer odrestaurował prezbiterium.
Do innych ważnych budynków we wsi należy sąd Harpsden Court, który istnieje od 1540 roku oraz budynek gospodarczy położony w pobliżu kościoła zbudowany w 1689 roku.
Bellehatch Park, położony około 1,2 km na południowy zachód od wsi, pochodzi z początku XIX wieku. Jest to georgiańska neoklasyczna posiadłość wiejska składająca się z pięciu przęseł z gankiem w stylu doryckim oraz z domku letniego. Należał on do członka brytyjskiej Partii Liberalnej Cecila Nortona, który w 1916 roku został ogłoszony pierwszym baronem Rathcreedanu.

## Udogodnienia
Na terenie lasów Harpsden Wood pochodzących z 1600 roku został ustanowiony specjalny obszar ochrony obejmujący powierzchnię 30 ha.
W Harpsden znajduje się klub golfowy Henley Golf Club.
Harpsden jest popularną scenerią filmową, odbywały się tu między innymi zdjęcia do serialu Morderstwa w Midsomer, a także do filmu o Jamesie Bondzie, 007 Quantum of Solace.
Powstały w 1887 roku klub krykietowy Harpsden Cricket Club w 2012 roku świętował 125 rocznicę powstania.